# Per una manciata di soldi
Per una manciata di soldi (Pocket Money) è un film statunitense del 1972 diretto da Stuart Rosenberg. Il film è conosciuto in Italia anche con il titolo Pocket Money, per una manciata di dollari.
È una commedia western con protagonisti Paul Newman e Lee Marvin, che interpretano Jim e Leonard, due squinternati cowboy commercianti di bestiame in cerca del grande affare, e con Strother Martin, che interpreta Bill Garrett, il furbo imbroglione che truffa i due. È basato sul romanzo del 1970 Jim Kane di Joseph P. Brown.

## Produzione
Il film, diretto da Stuart Rosenberg su una sceneggiatura di Terrence Malick e John Gay con il soggetto di J.P.S. Brown (autore del romanzo), fu prodotto da John Foreman per la First Artists e girato nel Nuovo Messico e in Arizona (nel ranch di Old Tucson). Il titolo di lavorazione fu Jim Kane.

## Distribuzione
Il film fu distribuito negli Stati Uniti dal 1º febbraio 1972 al cinema dalla National General Pictures e per l'home video dalla Warner Home Video nel 1991.
Alcune delle uscite internazionali sono state:
- in Svezia il 24 luglio 1972 (Ett jobb för Jim Kane)
- in Finlandia il 18 agosto 1972 (Ta fyren ved hornene Lännen kovanaamat)
- in Danimarca il 9 giugno 1975
- in Germania Ovest il 9 aprile 1981 (Zwei Haudegen auf Achse, in prima TV)
- in Portogallo (Dinheiro Trocado)
- in Grecia (Dyo atithasa liontaria)
- in Francia (Les indésirables)
- in Spagna (Los indeseables)
- in Brasile (Meu Nome É Jim Kane)
- in Polonia (Z wlasnej kieszeni)
- in Italia (Per una manciata di soldi)

## Promozione
La tagline è: "The two most memorable characters the West can never forget!".

## Critica
Secondo il Morandini il film è "un lineare western moderno in cadenze di commedia dove conta il disegno psicologico dei due donchisciotteschi protagonisti".